# 오은영 (마술사)
오은영(1975년 ~ )은 대한민국의 마술사이다.

## 학력
- 단국대학교 일반대학원 미술관경영학과 학사
- 한국외국어대학교 사학과 졸업
- 서울여자고등학교 졸업

## 경력
- 아시아나항공 승무원
- 남서울예술종합학교 매직엔터테인먼트과 교수
- 동아인재대학 마술학과 교수
- 2002년 한일월드컵 홍보 지정 마술사

## 수상
- 1997년 한국화장품 미인선발대회 3위
- 1997년 스칼렛미인선발대회 대상 수상
- 2004년 홍콩세계마술대회 최고상

## 음반
- 2010년 Magic Queen